# Gorno Yaboltchichté
Gorno Yaboltchichté (en macédonien Горно Јаболчиште) ( Pemë mollë en albanais ) est un village du centre de la Macédoine du Nord, situé dans la municipalité de Tchachka. Le village comptait 1741 habitants en 2002.

## Démographie
Lors du recensement de 2002, le village comptait :
- Albanais : 1 727
- Autres : 14.